# Frutigen
Frutigen (toponimo tedesco) è un comune svizzero di 6 917 abitanti del Canton Berna, nella regione dell'Oberland (circondario di Frutigen-Niedersimmental, del quale è il capoluogo).

## Storia
Dal suo territorio nel 1850 è stata scorporata la località di Kandergrund (con Kandersteg), divenuta comune autonomo. Frutigen è stato il capoluogo dell'omonimo distretto fino alla sua soppressione nel 2009.

## Monumenti e luoghi d'interesse

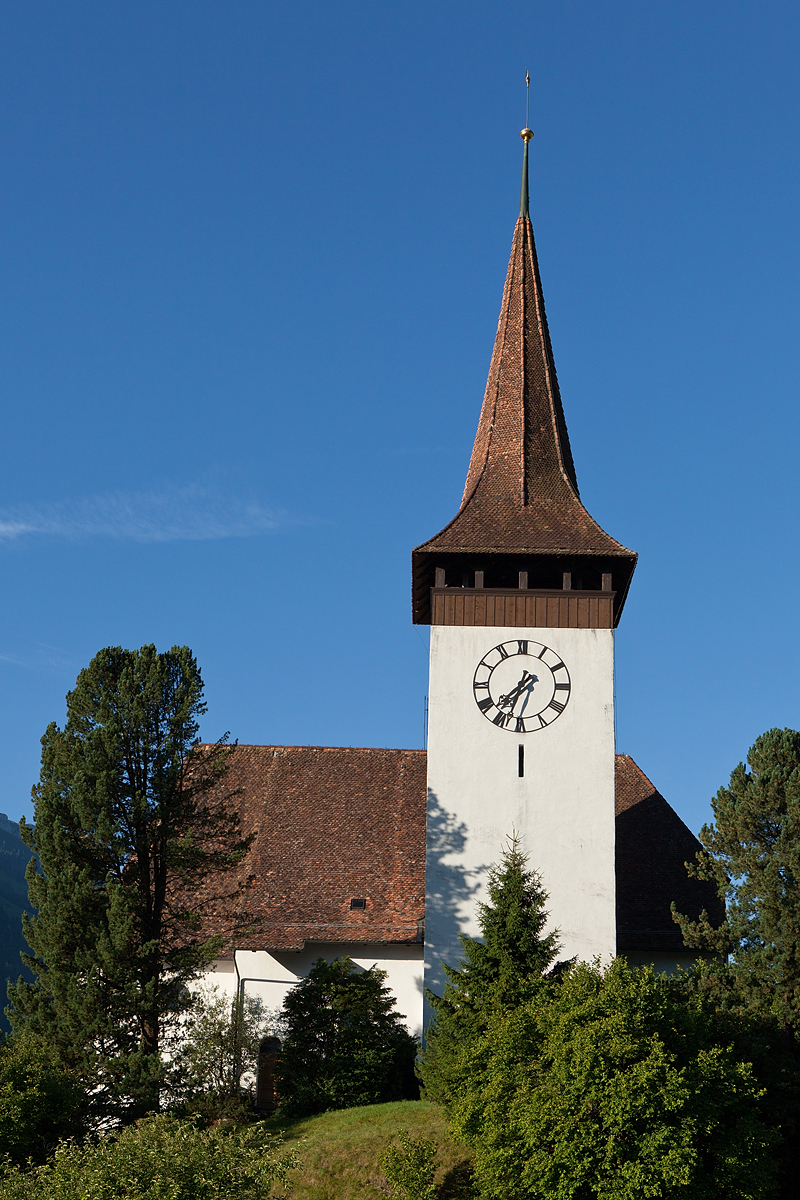
La chiesa riformata

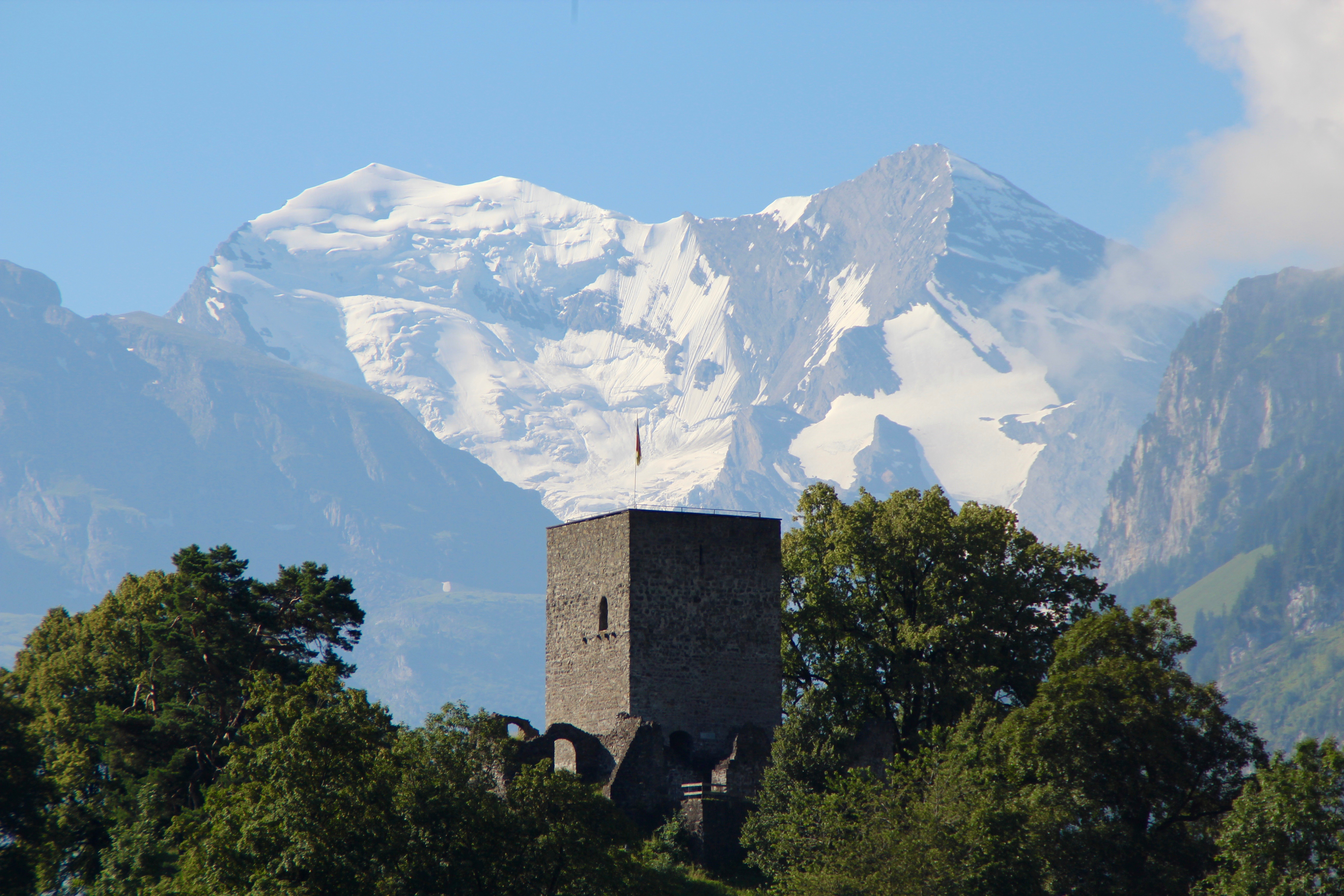
Le rovine del castello di Tellenburg

- Chiesa riformata (già di San Quirino), eretta nell'VIII-IX secolo e ricostruita nell'XI-XII secolo, nel 1421 e nel 1727[2];
- Rovine del castello di Tellenburg, eretto nel 1200 circa[2][3].

## Società

### Evoluzione demografica
L'evoluzione demografica è riportata nella seguente tabella:
Abitanti censiti

## Geografia antropica

### Frazioni
Le frazioni di Frutigen sono:
- Achseten
- Elsigbach[senza fonte]
- Hasli
- Innerschwandi
- Kanderbrück
- Ladholz
- Oberfeld-Prasten
- Reinisch
- Winklen

## Infrastrutture e trasporti

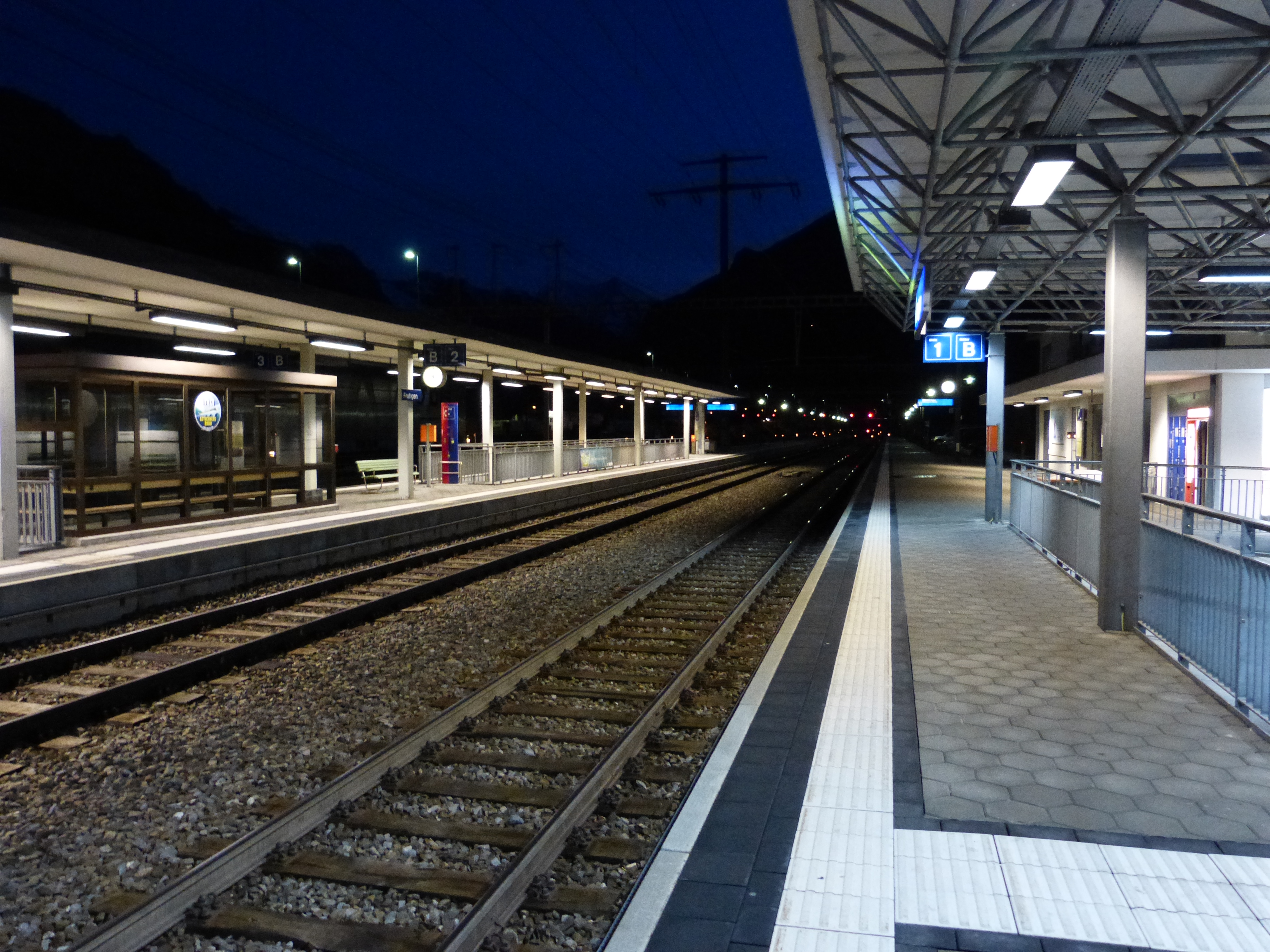
La stazione di Frutigen

Frutigen è servita dall'omonima stazione sulla ferrovia del Lötschberg; sul suo territorio si trova uno dei portali della galleria di base del Lötschberg.

## Amministrazione
Ogni famiglia originaria del luogo fa parte del cosiddetto comune patriziale e ha la responsabilità della manutenzione di ogni bene ricadente all'interno dei confini del comune.